# Rosa turcica
Rosa turcica är en rosväxtart som beskrevs av Georges Rouy. Rosa turcica ingår i släktet rosor, och familjen rosväxter. Inga underarter finns listade i Catalogue of Life.